# Ninni-Zaza
Ninni-Zaza Dio-re divinizzato con un tempio nel suo nome, a Mari, costruito verso il 2600 a.C.